# اریک پرتر
 اریک پرتر (انگلیسی: Eric Porter؛ ۸ آوریل ۱۹۲۸ – ۱۵ مهٔ ۱۹۹۵ (۶۷ سال)) هنرپیشه اهل بریتانیا بود. وی بین سال‌های ۱۹۴۵ تا ۱۹۹۴ میلادی فعالیت می‌کرد.
از فیلم‌ها و مجموعه‌های تلویزیونی که وی در آن نقش داشته است، می‌توان به سقوط امپراتوری روم، ماجراهای شرلوک هلمز، نیکلاس و الکساندرا، خیانتکار و روز شغال اشاره کرد.